# Vicente Fernández (golfista)
Vicente Fernández (nascido em 5 de abril de 1946) é um jogador argentino de golfe que ganhou mais de sessenta torneios profissionais em todo o mundo. Tornou-se profissional em 1964 e foi um competidor regular do European Tour de meados dos anos setenta até meados dos anos noventa, ganhando quatro torneios desse circuito. Fernández se mudou para os Estados Unidos para disputar o PGA Tour Sênior (hoje Champions Tour), onde venceu quatro torneios. Venceu oito vezes o torneio aberto nacional, o Aberto da Argentina.